# 卡普托胺
卡普托胺（INN：captodiame；商品名为Covatine、Covatix和Suvren）是一种抗组胺药，可用作镇静剂和抗焦虑药。它的结构与苯海拉明相关。
2004年的一项研究表明卡普托胺可能有助于预防停止苯二氮䓬类药物治疗的患者出现苯二氮䓬类药物停药综合征。
除了抗组胺药作用外，卡普托胺还被发现可作为5-HT2C受体拮抗剂以及σ1受体和D3受体激动剂。它对大鼠产生类似抗抑郁的作用。然而，卡普托胺在抗抑郁类药物中是独特的，因为它会增加下丘脑中的脑源性神经营养因子水平，但不会增加额叶皮层或海马体中的水平。这种独特的作用可能与其减弱压力引起的快感缺失和下丘脑促肾上腺皮质激素释放因子信号传导的能力有关。

## 合成

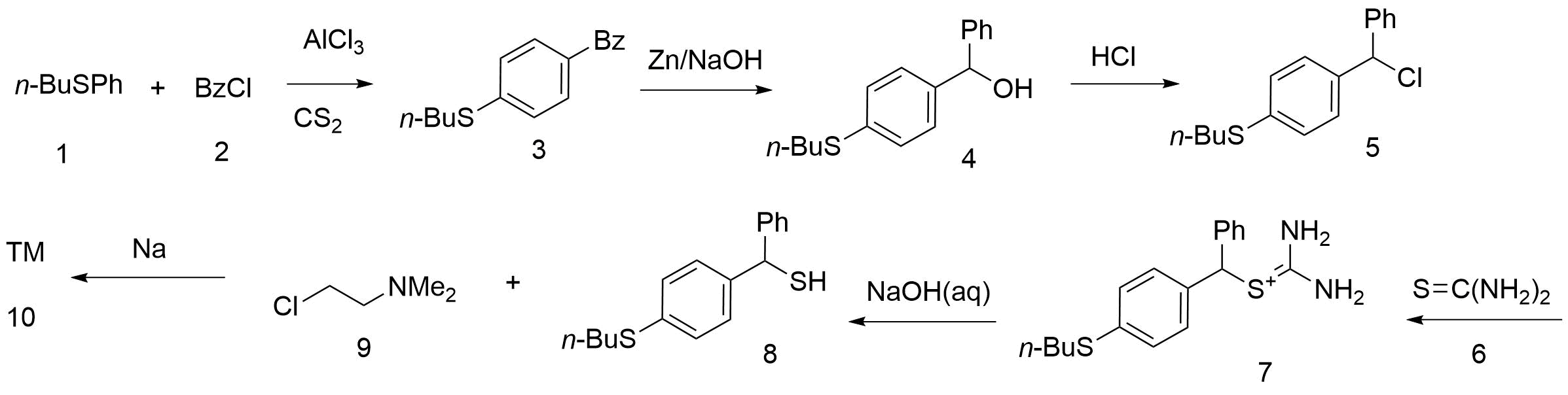
卡普托胺合成：Hubner Oluf Herman, Petersen Povl Viggo. (1958).